# Angku jezici
Angku jezici (privatni kod: angk) podskupina od (8) austroazijskih jezika koja čini dio šire skupine palaunških jezika. Rašireni su na prostorima, Kine, Laosa, Tajlanda i Burme. Njima govori preko 65.170 ljudi, a najznačajniji je jezik u s 40.000 govornika, dok je mok gotovo, ili možda izumro (7 govornika 1981).
Obuhvaća jezike, viz.: hu [huo], kiorr [xko], kon keu [kkn], man met [mml], mok [mqt], samtao [stu], tai loi [tlq], u [uuu] (zove se i puman).

## Vanjske poveznice
- Ethnologue (14th)
- Ethnologue (15th)